# Château Caldora
Ne doit pas être confondu avec Château Caldoresco ou Château Cantelmo-Caldora.
Le château Caldora est un château situé dans la commune de Civitaluparella, province de Chieti, dans les Abruzzes.

## Histoire
Il n'existe pas d'informations fiables sur la fondation du château. La première source historique est une bulle papale de pape Alexandre III en 1173, incluant le château dans les limites du diocèse de Chieti.
L'emplacement stratégique du fort original, situé dans la partie la plus haute de la ville et contrôlant toute la vallée de la rivière Sangro, a poussé Jacopo Caldora à construire un nouveau château, choisi au XVe siècle par son fils Antonio comme base pendant ses batailles contre Ferdinand d'Aragon, qui a finalement conquis le château à la fin de la campagne militaire.

## Caractéristiques
Le château est en ruines maintenant : il ne reste que quelques murs de moins d'un mètre de haut dans la partie la plus haute de la ville, ne permettant pas de reconstituer son architecture.
En plus de l'édifice, la falaise menant au château a également été démolie en plusieurs points pour entraver le passage de tout assaillant.